# King and Queen of the Ring (2024)
King and Queen of the Ring (2024) foi um evento de luta livre profissional produzido pela empresa americana WWE. Foi o 12º evento King of the Ring, mas com novo nome, e aconteceu no sábado, 25 de maio de 2024, no Jeddah Super Dome em Jeddah, Arábia Saudita. Ele foi transmitido via pay-per-view (PPV) e transmissão ao vivo e contou com lutadores das divisões da marca Raw e SmackDown da promoção. O evento sediou as finais do 23º torneio King of the Ring e do segundo torneio Queen of the Ring, com os últimos torneios de cada um sendo realizados em 2021.
Este foi o 11º evento que a WWE realizou na Arábia Saudita no âmbito de uma parceria de 10 anos em apoio ao Saudi Vision 2030, marcando assim o primeiro evento King of the Ring realizado fora dos Estados Unidos. O evento estava originalmente programado para ser realizado no mesmo local em maio de 2023, mas os planos foram alterados e foi substituído pelo Night of Champions. Este foi o primeiro evento King of the Ring desde 2015, que foi transmitido ao vivo exclusivamente pela WWE Network, o primeiro a ser transmitido ao vivo no Peacock nos Estados Unidos, o primeiro a ir ao ar em PPV tradicional desde 2002, e o primeiro evento dedicado ao torneio Queen of the Ring, que foi originalmente estabelecido em 2021 como o torneio Queen's Crown.

## Produção
No início de 2018, a promoção americana de wrestling profissional WWE iniciou uma parceria estratégica multiplataforma de 10 anos com o Ministério do Esporte (anteriormente Autoridade Geral do Esporte) em apoio à Saudi Vision 2030, ao programa de reforma social e económica da Arábia Saudita. Em março de 2023, a WWE agendou um evento na Arábia Saudita intitulado King and Queen of the Ring para o Jeddah Super Dome em Jeddah, que teria revivido a série de eventos King of the Ring, mas com uma reformulação da marca, mas em 13 de abril foi revelado que esses planos foram cancelados com o evento substituído por Night of Champions. Fightful relatou mais tarde que a WWE não tinha planos de remarcar King e Queen of the Ring para o final daquele ano, mas que o evento poderia ser usado para um futuro show da Arábia Saudita.
Em 7 de abril de 2024 durante a segunda noite do WrestleMania XL a WWE anunciou planos de prosseguir com o evento King and Queen of the Ring na Arábia Saudita no Jeddah Super Dome marcando assim o 12º King of the Ring e 11º evento geral da parceria com a Arábia Saudita. Foi programado para ser realizado em 25 de maio de 2024. Este marcou o primeiro evento King of the Ring desde 2015, que foi transmitido ao vivo exclusivamente na WWE Network , o primeiro a transmitir ao vivo no Peacock nos Estados Unidos, o primeiro a transmitir em PPV tradicional desde 2002, e o primeiro King do evento Ring realizado fora dos Estados Unidos. Também foi confirmado que o episódio de 24 de maio do Friday Night SmackDown aconteceria na Arábia Saudita pela primeira vez.
O evento King of the Ring foi originalmente baseado no torneio King of the Ring, um torneio de eliminação única masculino que foi estabelecido pela WWE em 1985 com o vencedor sendo coroado "King of the Ring". Foi realizado anualmente até 1991, com exceção de 1990. Esses primeiros torneios eram house shows especiais não televisionados. Em 1993, a promoção começou a produzir o torneio King of the Ring como um PPV autointitulado. Continuou como o PPV anual de junho até o evento de 2002, que foi o último King of the Ring produzido como PPV. Após a conclusão da cronologia do PPV, o torneio passou a ser realizado periodicamente a cada poucos anos em outros PPVs ou nos programas semanais de televisão da WWE. A WWE então reviveu o evento em 2015, mas ele foi novamente interrompido, com o torneio sendo realizado periodicamente nos programas semanais de televisão da WWE ou em outros PPVs.. Com o renascimento do evento e a renomeação como Rei e Rainha do Ring em 2024, ele viu as finais do 23º torneio King of the Ring e do segundo torneio Queen's Crown, que foi estabelecido como contrapartida feminina em 2021 com a vencedora coroada "Rainha", sendo assim o primeiro evento dedicado à Coroa da Rainha. O último torneio King of the Ring também foi realizado em 2021.

### Rivalidades
O evento incluiu lutas que resultaram de histórias com script, onde os lutadores retrataram heróis, vilões ou personagens menos distinguíveis em eventos com script que criaram tensão e culminaram em uma luta ou série de lutas, com resultados predeterminados pelos escritores da WWE nas marcas do Raw e SmackDown, enquanto as histórias foram produzidas nos programas de televisão semanais da WWE, Monday Night Raw e Friday Night SmackDown.
No episódio de 22 de abril do Raw, Gunther anunciou que participaria do torneio King of the Ring, tornando-o o primeiro participante oficial. Mais tarde naquela mesma noite, o vencedor do torneio 2021, Xavier Woods, e Drew McIntyre anunciaram sua participação.

## Evento
| Função:                | Nome:                                |
| ---------------------- | ------------------------------------ |
| Comentaristas ingleses | Michael Cole                         |
| Comentaristas ingleses | Corey Graves                         |
| Comentaristas árabes   | Faisal Al-Mughaisib                  |
| Comentaristas árabes   | Jude Al-Dajani                       |
| Anunciador de ringue   | Mike Rome                            |
| Anunciador de ringue   | Ibrahim Al Hajjaj (evento principal) |
| Árbitros               | Shawn Bennett                        |
| Árbitros               | Jessika Carr                         |
| Árbitros               | Dan Engler                           |
| Árbitros               | Daphne Lashaunn                      |
| Árbitros               | Ryan Tran                            |
| Entrevistador          | Byron Saxton                         |
| Painel pré-show        | Kayla Braxton                        |
| Painel pré-show        | Kevin Owens                          |
| Painel pré-show        | Big E                                |
| Painel pré-show        | Wade Barrett                         |

## Resultados
| Nº                                          | Resultados                                                                | Estipulações | Tempo |
| ------------------------------------------- | ------------------------------------------------------------------------- | --- | ----- |
| Pré- show                                   | Bianca Belair e Jade Cargill (c) derrotaram Candice LeRae e Indi Hartwell | Luta de duplas pelo Campeonato de Duplas Femininas                                                                                                | 8:05  |
| 1                                           | Liv Morgan derrotou Becky Lynch (c)                                       | Luta Individual pelo Campeonato Mundial Feminino                                                                                                  | 16:25 |
| 2                                           | Sami Zayn (c) derrotou Chad Gable (com Otis) e Bronson Reed               | Luta Triple Threat pelo Campeonato Intercontinental da WWE                                                                                        | 13:40 |
| 3                                           | Nia Jax (SmackDown) derrotou Lyra Valkyria (Raw)                          | Final Torneio Queen of the Ring Desde que Jax venceu, ela ganhou uma luta pelo Campeonato Feminino de sua marca no SummerSlam.                    | 9:40  |
| 4                                           | Gunther (Raw) derrotou Randy Orton (SmackDown)                            | Final Torneio King of the Ring Desde que Gunther venceu, ele ganhou uma luta pelo Campeonato Mundial de Pesos Pesados de sua marca no SummerSlam. | 21:50 |
| 5                                           | Cody Rhodes (c) derrotou Logan Paul                                       | Luta individual pelo Campeonato Indiscutível da WWE                                                                                               | 24:20 |
| (c) – Refere-se aos campeões antes da luta. |                                                                           | |       |

### Torneio King of the Ring
|  | 1ª Ronda (Raw, 6 Maio) (SmackDown, 10 Maio) (WWE Live, 11–12 Maio) | 1ª Ronda (Raw, 6 Maio) (SmackDown, 10 Maio) (WWE Live, 11–12 Maio) |       |               | Quartas de final (Raw, 13 Maio) (SmackDown, 17 Maio) | Quartas de final (Raw, 13 Maio) (SmackDown, 17 Maio) |  |             | Semifinais (Raw, 20 Maio) (SmackDown, 24 Maio) | Semifinais (Raw, 20 Maio) (SmackDown, 24 Maio) |  |         | Final (King and Queen of the Ring, 25 Maio) | Final (King and Queen of the Ring, 25 Maio) |
|  |                                                                    |                                                                    |       |               |                                                      |                                                      |  |             |                                                |                                                |  |         |                                             |                                             |
|  | Gunther                                                            | Sub                                                                |       |               |                                                      |                                                      |  |             |                                                |                                                |  |         |                                             |                                             |
|  | Sheamus                                                            | 21:00                                                              |       |               |                                                      |                                                      |  |             |                                                |                                                |  |         |                                             |                                             |
|  | Sheamus                                                            | 21:00                                                              |       | Gunther       | Sub                                                  |                                                      |  |             |                                                |                                                |  |         |                                             |                                             |
|  |                                                                    |                                                                    |       | Gunther       | Sub                                                  |                                                      |  |             |                                                |                                                |  |         |                                             |                                             |
|  |                                                                    | Kofi Kingston                                                      | 13:50 |               |                                                      |                                                      |  |             |                                                |                                                |  |         |                                             |                                             |
|  | Kofi Kingston                                                      | Kofi Kingston                                                      | 13:50 | Pin           |                                                      |                                                      |  |             |                                                |                                                |  |         |                                             |                                             |
|  | Kofi Kingston                                                      |                                                                    |       | Pin           |                                                      |                                                      |  |             |                                                |                                                |  |         |                                             |                                             |
|  | Rey Mysterio                                                       | [ 16 ]                                                             |       |               |                                                      |                                                      |  |             |                                                |                                                |  |         |                                             |                                             |
|  | Rey Mysterio                                                       | [ 16 ]                                                             |       |               |                                                      |                                                      |  | Gunther     | Sub                                            |                                                |  |         |                                             |                                             |
|  | Raw                                                                |                                                                    |       |               |                                                      |                                                      |  | Gunther     | Sub                                            |                                                |  |         |                                             |                                             |
|  |                                                                    | Jey Uso                                                            | 17:40 |               |                                                      |                                                      |  |             |                                                |                                                |  |         |                                             |                                             |
|  | Ricochet                                                           | Jey Uso                                                            | 17:40 | 14:00         |                                                      |                                                      |  |             |                                                |                                                |  |         |                                             |                                             |
|  | Ricochet                                                           |                                                                    |       | 14:00         |                                                      |                                                      |  |             |                                                |                                                |  |         |                                             |                                             |
|  | Ilja Dragunov                                                      | Pin                                                                |       |               |                                                      |                                                      |  |             |                                                |                                                |  |         |                                             |                                             |
|  | Ilja Dragunov                                                      | Pin                                                                |       | Ilja Dragunov | 13:15                                                |                                                      |  |             |                                                |                                                |  |         |                                             |                                             |
|  |                                                                    |                                                                    |       | Ilja Dragunov | 13:15                                                |                                                      |  |             |                                                |                                                |  |         |                                             |                                             |
|  |                                                                    | Jey Uso                                                            | Pin   |               |                                                      |                                                      |  |             |                                                |                                                |  |         |                                             |                                             |
|  | Jey Uso                                                            | Jey Uso                                                            | Pin   | Pin           |                                                      |                                                      |  |             |                                                |                                                |  |         |                                             |                                             |
|  | Jey Uso                                                            |                                                                    |       | Pin           |                                                      |                                                      |  |             |                                                |                                                |  |         |                                             |                                             |
|  | Finn Bálor                                                         | 13:35                                                              |       |               |                                                      |                                                      |  |             |                                                |                                                |  |         |                                             |                                             |
|  | Finn Bálor                                                         | 13:35                                                              |       |               |                                                      |                                                      |  |             |                                                |                                                |  | Gunther | Pin                                         |                                             |
|  |                                                                    |                                                                    |       |               |                                                      |                                                      |  |             |                                                |                                                |  | Gunther | Pin                                         |                                             |
|  |                                                                    | Randy Orton                                                        | 21:50 |               |                                                      |                                                      |  |             |                                                |                                                |  |         |                                             |                                             |
|  | AJ Styles                                                          | Randy Orton                                                        | 21:50 | 17:14         |                                                      |                                                      |  |             |                                                |                                                |  |         |                                             |                                             |
|  | AJ Styles                                                          |                                                                    |       | 17:14         |                                                      |                                                      |  |             |                                                |                                                |  |         |                                             |                                             |
|  | Randy Orton                                                        | Pin                                                                |       |               |                                                      |                                                      |  |             |                                                |                                                |  |         |                                             |                                             |
|  | Randy Orton                                                        | Pin                                                                |       | Randy Orton   | Pin                                                  |                                                      |  |             |                                                |                                                |  |         |                                             |                                             |
|  |                                                                    |                                                                    |       | Randy Orton   | Pin                                                  |                                                      |  |             |                                                |                                                |  |         |                                             |                                             |
|  |                                                                    | Carmelo Hayes                                                      | 10:38 |               |                                                      |                                                      |  |             |                                                |                                                |  |         |                                             |                                             |
|  | Baron Corbin                                                       | Carmelo Hayes                                                      | 10:38 | 6:17          |                                                      |                                                      |  |             |                                                |                                                |  |         |                                             |                                             |
|  | Baron Corbin                                                       |                                                                    |       | 6:17          |                                                      |                                                      |  |             |                                                |                                                |  |         |                                             |                                             |
|  | Carmelo Hayes                                                      | Pin                                                                |       |               |                                                      |                                                      |  |             |                                                |                                                |  |         |                                             |                                             |
|  | Carmelo Hayes                                                      | Pin                                                                |       |               |                                                      |                                                      |  | Randy Orton | Pin                                            |                                                |  |         |                                             |                                             |
|  | SmackDown                                                          |                                                                    |       |               |                                                      |                                                      |  | Randy Orton | Pin                                            |                                                |  |         |                                             |                                             |
|  |                                                                    | Tama Tonga                                                         | 13:58 |               |                                                      |                                                      |  |             |                                                |                                                |  |         |                                             |                                             |
|  | LA Knight                                                          | Tama Tonga                                                         | 13:58 | Pin           |                                                      |                                                      |  |             |                                                |                                                |  |         |                                             |                                             |
|  | LA Knight                                                          |                                                                    |       | Pin           |                                                      |                                                      |  |             |                                                |                                                |  |         |                                             |                                             |
|  | Santos Escobar                                                     | [ 17 ]                                                             |       |               |                                                      |                                                      |  |             |                                                |                                                |  |         |                                             |                                             |
|  | Santos Escobar                                                     | [ 17 ]                                                             |       | LA Knight     | 8:43                                                 |                                                      |  |             |                                                |                                                |  |         |                                             |                                             |
|  |                                                                    |                                                                    |       | LA Knight     | 8:43                                                 |                                                      |  |             |                                                |                                                |  |         |                                             |                                             |
|  |                                                                    | Tama Tonga                                                         | Pin   |               |                                                      |                                                      |  |             |                                                |                                                |  |         |                                             |                                             |
|  | Angelo Dawkins                                                     | Tama Tonga                                                         | Pin   | 2:28          |                                                      |                                                      |  |             |                                                |                                                |  |         |                                             |                                             |
|  | Angelo Dawkins                                                     |                                                                    |       | 2:28          |                                                      |                                                      |  |             |                                                |                                                |  |         |                                             |                                             |
|  | Tama Tonga                                                         | Pin                                                                |       |               |                                                      |                                                      |  |             |                                                |                                                |  |         |                                             |                                             |

### Torneio Queen of the Ring
|  | 1ª Ronda (Raw, 6 Maio) (SmackDown, 10 Maio) (WWE Live, 11–12 Maio) | 1ª Ronda (Raw, 6 Maio) (SmackDown, 10 Maio) (WWE Live, 11–12 Maio) |       |                  | Quartas de final (Raw, 13 Maio) (SmackDown, 17 Maio) | Quartas de final (Raw, 13 Maio) (SmackDown, 17 Maio) |  |         | Semifinais (Raw, 20 Maio) (SmackDown, 24 Maio) | Semifinais (Raw, 20 Maio) (SmackDown, 24 Maio) |  |               | Final (King and Queen of the Ring, 25 Maio) | Final (King and Queen of the Ring, 25 Maio) |
|  |                                                                    |                                                                    |       |                  |                                                      |                                                      |  |         |                                                |                                                |  |               |                                             |                                             |
|  | Shayna Baszler                                                     | Sub                                                                |       |                  |                                                      |                                                      |  |         |                                                |                                                |  |               |                                             |                                             |
|  | Maxxine Dupri                                                      | [ 18 ]                                                             |       |                  |                                                      |                                                      |  |         |                                                |                                                |  |               |                                             |                                             |
|  | Maxxine Dupri                                                      | [ 18 ]                                                             |       | Shayna Baszler   | 10:00                                                |                                                      |  |         |                                                |                                                |  |               |                                             |                                             |
|  |                                                                    |                                                                    |       | Shayna Baszler   | 10:00                                                |                                                      |  |         |                                                |                                                |  |               |                                             |                                             |
|  |                                                                    | Iyo Sky                                                            | Pin   |                  |                                                      |                                                      |  |         |                                                |                                                |  |               |                                             |                                             |
|  | Iyo Sky                                                            | Iyo Sky                                                            | Pin   | Pin              |                                                      |                                                      |  |         |                                                |                                                |  |               |                                             |                                             |
|  | Iyo Sky                                                            |                                                                    |       | Pin              |                                                      |                                                      |  |         |                                                |                                                |  |               |                                             |                                             |
|  | Natalya                                                            | 10:20                                                              |       |                  |                                                      |                                                      |  |         |                                                |                                                |  |               |                                             |                                             |
|  | Natalya                                                            | 10:20                                                              |       |                  |                                                      |                                                      |  | Iyo Sky | 19:15                                          |                                                |  |               |                                             |                                             |
|  | Raw                                                                |                                                                    |       |                  |                                                      |                                                      |  | Iyo Sky | 19:15                                          |                                                |  |               |                                             |                                             |
|  |                                                                    | Lyra Valkyria                                                      | Pin   |                  |                                                      |                                                      |  |         |                                                |                                                |  |               |                                             |                                             |
|  | Dakota Kai                                                         | Lyra Valkyria                                                      | Pin   | 8:50             |                                                      |                                                      |  |         |                                                |                                                |  |               |                                             |                                             |
|  | Dakota Kai                                                         |                                                                    |       | 8:50             |                                                      |                                                      |  |         |                                                |                                                |  |               |                                             |                                             |
|  | Lyra Valkyria                                                      | Pin                                                                |       |                  |                                                      |                                                      |  |         |                                                |                                                |  |               |                                             |                                             |
|  | Lyra Valkyria                                                      | Pin                                                                |       | Lyra Valkyria    | Pin                                                  |                                                      |  |         |                                                |                                                |  |               |                                             |                                             |
|  |                                                                    |                                                                    |       | Lyra Valkyria    | Pin                                                  |                                                      |  |         |                                                |                                                |  |               |                                             |                                             |
|  |                                                                    | Zoey Stark                                                         | 9:00  |                  |                                                      |                                                      |  |         |                                                |                                                |  |               |                                             |                                             |
|  | Ivy Nile                                                           | Zoey Stark                                                         | 9:00  | 5:20             |                                                      |                                                      |  |         |                                                |                                                |  |               |                                             |                                             |
|  | Ivy Nile                                                           |                                                                    |       | 5:20             |                                                      |                                                      |  |         |                                                |                                                |  |               |                                             |                                             |
|  | Zoey Stark                                                         | Pin                                                                |       |                  |                                                      |                                                      |  |         |                                                |                                                |  |               |                                             |                                             |
|  | Zoey Stark                                                         | Pin                                                                |       |                  |                                                      |                                                      |  |         |                                                |                                                |  | Lyra Valkyria | 9:40                                        |                                             |
|  |                                                                    |                                                                    |       |                  |                                                      |                                                      |  |         |                                                |                                                |  | Lyra Valkyria | 9:40                                        |                                             |
|  |                                                                    | Nia Jax                                                            | Pin   |                  |                                                      |                                                      |  |         |                                                |                                                |  |               |                                             |                                             |
|  | Naomi                                                              | Nia Jax                                                            | Pin   | 8:21             |                                                      |                                                      |  |         |                                                |                                                |  |               |                                             |                                             |
|  | Naomi                                                              |                                                                    |       | 8:21             |                                                      |                                                      |  |         |                                                |                                                |  |               |                                             |                                             |
|  | Nia Jax                                                            | Pin                                                                |       |                  |                                                      |                                                      |  |         |                                                |                                                |  |               |                                             |                                             |
|  | Nia Jax                                                            | Pin                                                                |       | Nia Jax          | DQ                                                   |                                                      |  |         |                                                |                                                |  |               |                                             |                                             |
|  |                                                                    |                                                                    |       | Nia Jax          | DQ                                                   |                                                      |  |         |                                                |                                                |  |               |                                             |                                             |
|  |                                                                    | Jade Cargill                                                       | 2:37  |                  |                                                      |                                                      |  |         |                                                |                                                |  |               |                                             |                                             |
|  | Jade Cargill                                                       | Jade Cargill                                                       | 2:37  | Pin              |                                                      |                                                      |  |         |                                                |                                                |  |               |                                             |                                             |
|  | Jade Cargill                                                       |                                                                    |       | Pin              |                                                      |                                                      |  |         |                                                |                                                |  |               |                                             |                                             |
|  | Piper Niven                                                        | 5:23                                                               |       |                  |                                                      |                                                      |  |         |                                                |                                                |  |               |                                             |                                             |
|  | Piper Niven                                                        | 5:23                                                               |       |                  |                                                      |                                                      |  | Nia Jax | Pin                                            |                                                |  |               |                                             |                                             |
|  | SmackDown                                                          |                                                                    |       |                  |                                                      |                                                      |  | Nia Jax | Pin                                            |                                                |  |               |                                             |                                             |
|  |                                                                    | Bianca Belair                                                      | 11:37 |                  |                                                      |                                                      |  |         |                                                |                                                |  |               |                                             |                                             |
|  | Michin                                                             | Bianca Belair                                                      | 11:37 | [ 20 ]           |                                                      |                                                      |  |         |                                                |                                                |  |               |                                             |                                             |
|  | Michin                                                             |                                                                    |       | [ 20 ]           |                                                      |                                                      |  |         |                                                |                                                |  |               |                                             |                                             |
|  | Tiffany Stratton                                                   | Pin                                                                |       |                  |                                                      |                                                      |  |         |                                                |                                                |  |               |                                             |                                             |
|  | Tiffany Stratton                                                   | Pin                                                                |       | Tiffany Stratton | 13:28                                                |                                                      |  |         |                                                |                                                |  |               |                                             |                                             |
|  |                                                                    |                                                                    |       | Tiffany Stratton | 13:28                                                |                                                      |  |         |                                                |                                                |  |               |                                             |                                             |
|  |                                                                    | Bianca Belair                                                      | Pin   |                  |                                                      |                                                      |  |         |                                                |                                                |  |               |                                             |                                             |
|  | Bianca Belair                                                      | Bianca Belair                                                      | Pin   | Pin              |                                                      |                                                      |  |         |                                                |                                                |  |               |                                             |                                             |
|  | Bianca Belair                                                      |                                                                    |       | Pin              |                                                      |                                                      |  |         |                                                |                                                |  |               |                                             |                                             |
|  | Candice LeRae                                                      | 2:48                                                               |       |                  |                                                      |                                                      |  |         |                                                |                                                |  |               |                                             |                                             |